# Curtis Johnson (Musiker)
Curtis Lambert Johnson (* 11. Februar 1934 in Bradley, Alabama; † 2. Mai 2001 in Rosingtown, Alabama) war ein US-amerikanischer Rockabilly-Musiker.

## Leben
Curtis Johnson erlernte im Laufe seines Lebens viele Instrumente. Er konnte Klavier, Saxophon, Schlagzeug und Gitarre spielen. Als Einfluss gab Johnson Elvis Presley an.
Seine ersten Aufnahmen machte Johnson 1956 für das Label Event Records aus Maine, die aber nicht veröffentlicht wurden. Seine ersten beiden Titel waren – wenig verwunderlich – die beiden Presley-Songs Baby, Let’s Play House und I Don’t Care If The Sun Don’t Shine. Im September 1957 veröffentlichte Event dann Johnsons erste Single Baby Baby / Teenage Love Affair. Da Johnson diesmal von der Vokalgruppe The Windjammers begleitet wurde, mischte sich sein Rockabilly-Stil mit Doo-Wop-Elementen. Seine Hintergrundband, die ihn auch regulär auf Auftritten bei WMTW-TV begleitete, bestand neben Johnson (Gesang/Gitarre) aus Dave Miller (Bass), Bobby Gosselin (Schlagzeug) und dem späteren Jazz-Star Lenny Breau (E-Gitarre). 1958 machte Johnson weitere Aufnahmen für Event, die jedoch wieder nicht an die Öffentlichkeit gelangten, sondern von Besitzer Al Hawkes zurückgehalten wurden.
In den 1970er-Jahren erschienen Johnsons nicht veröffentlichten Event-Aufnahmen schließlich auf Single für den Sammlermarkt, der in dieser Zeit durch das Rockabilly Revival „boomte“. 2004 erschienen seine gesammelten Aufnahmen erneut bei Bear Family Records in der Ausgabe 20 der Serie That’ll Flat Git It!.

## Diskografie
| Jahr                    | Titel | Label #       |
| ----------------------- | --- | ------------- |
| 1957                    | Baby, Baby / Teenage Love Affair | Event E-4268  |
| Unveröffentlichte Titel | |               |
| 1956                    | - Baby, Let’s Play House - I Don’t Care If The Sun Don’t Shine | Event Records |
| 1958                    | - Heading For The High School Hop - I Need You, Baby, To Love (Version 1) - I Need You, Baby, To Love (Version 2) - Let’s Do a Little Rockin’ (Version 1) - Let’s Do a Little Rockin’ (Version 2) - Lover Boy (Version 1) - Lover Boy (Version 2) - You’re The One | Event Records |